# 本立寺 (品川区)

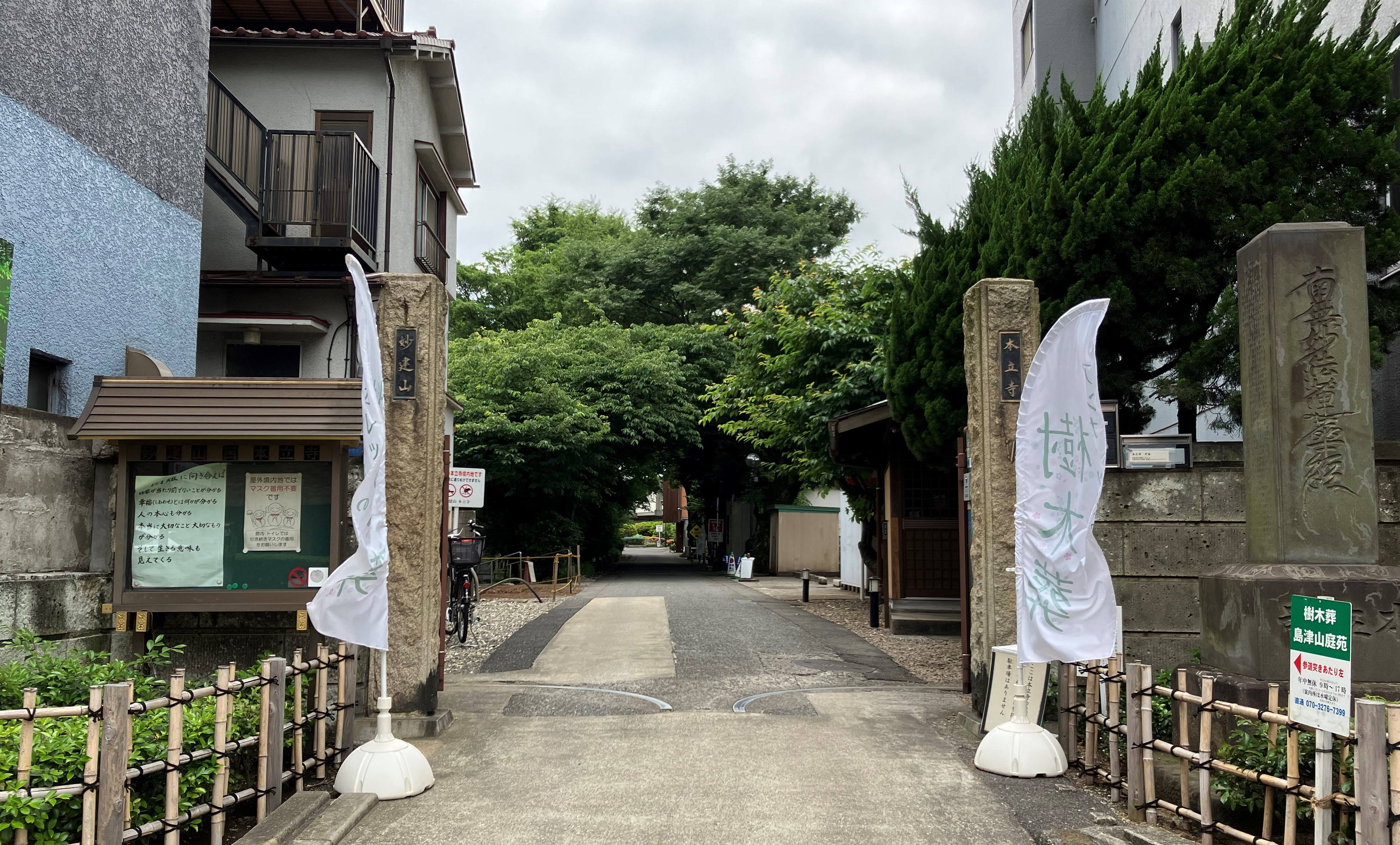
山門

本立寺（ほんりゅうじ）は、東京都品川区にある日蓮宗の寺院。

## 概要
1597年（慶長2年）、日惺によって開山された。
元々は上目黒村に位置していたが、寺運衰微してしまったため、現在地にあった「恵性寺」の住職が兼任していた。1687年（貞享4年）、江戸幕府の寺院整理政策により、恵性寺を廃寺にする代わりに、本立寺を移転させて引き続き当地で寺院を維持することになった。
本堂には能勢妙見山の分身とされる妙見菩薩像を安置している。毎年冬至の日に「星祭」を挙行している。

## 墓所
- 能勢氏各家[2]
- 柳家金語楼（喜劇俳優・落語家）[2]

## 交通アクセス
- 高輪台駅より徒歩5分。